# Vojtěchov (Mšeno)

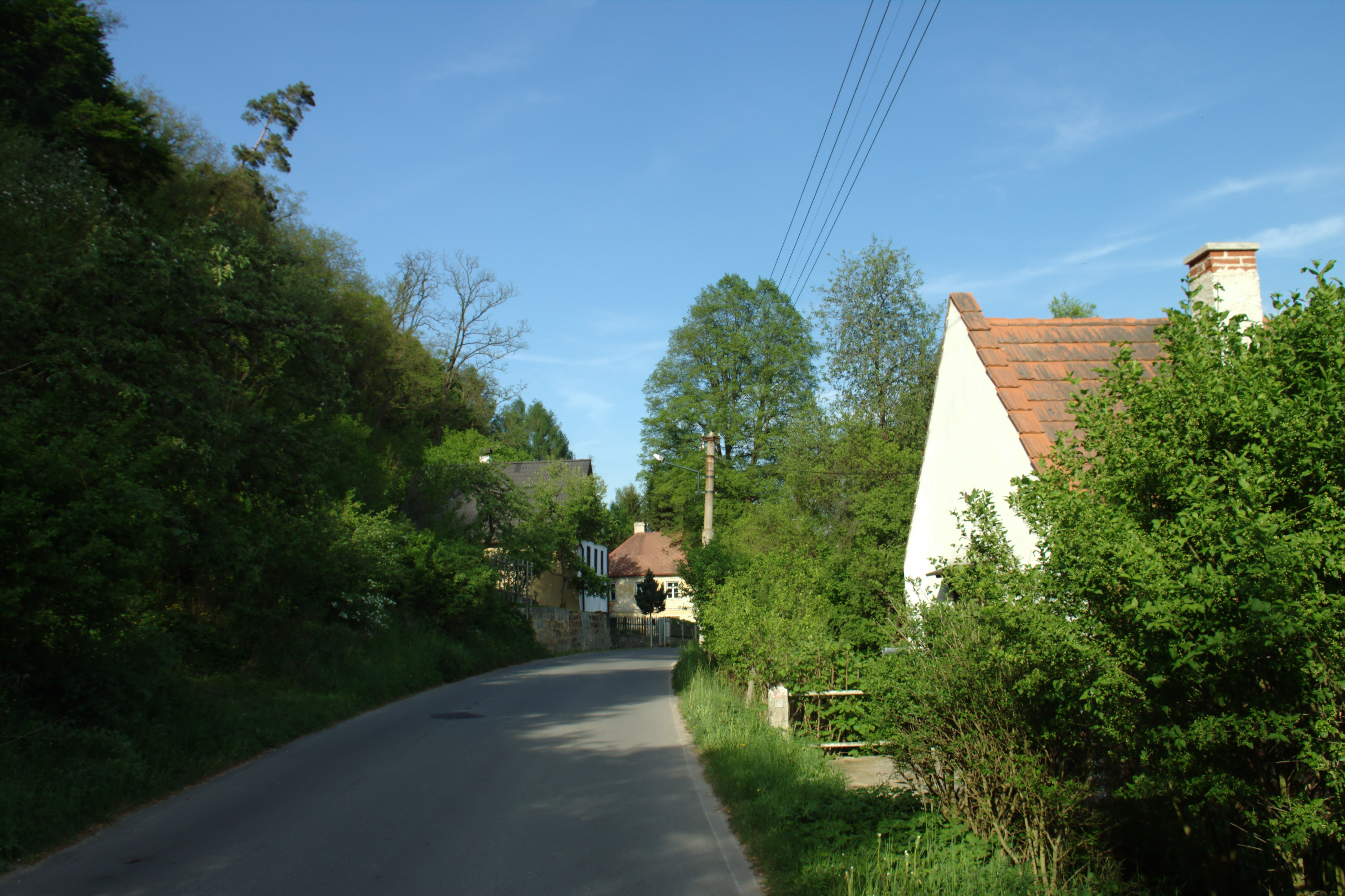
Dorfstraße in Vojtěchov (2012)

Vojtěchov (deutsch Albertsthal) ist ein Ortsteil der Gemeinde Mšeno im Okres Mělník in Tschechien. Er liegt etwa 3,5 km nordwestlich von Mšeno im Tal des Bach Pšovka.

## Geschichte
Der Ort wurde 1720 erstmals urkundlich erwähnt.
Von 1938/39 bis Mai 1945 lag Albertsthal als zur Gemeinde Woleschno gehörige Häusergruppe im Reichsgau Sudetenland, Landkreis Böhmisch Leipa, Regierungsbezirk Aussig. Hier lebten im Jahre 1940 91 Einwohner.

## Persönlichkeiten
Hier wurde Anna Bayerová (1852–1924), eine der ersten Ärztinnen Böhmens, geboren.